# Joan Baptista Pont i Moncho
Joan Baptista Pont i Moncho (València, segles xix i xx), va ser un dramaturg valencià.
Va ser col·laborador del periòdic El Mercantil Valenciano. Escrigué fonamentalment teatre i llibrets de sarsuela en castellà i català, amb incursions en la poesia. La seua obra Terra d'horta el situa com un dels autors que, a principis del segle xx, van intentar renovar el teatre valencià, distanciant-se del corrent sainetístic. Aquesta obra va comptar amb música incidental d'Eduard López-Chávarri.

## Obres
Llista no exhaustiva

### Teatre
- El primer tenor (1896)
- El martes de carnaval
- La argelina
- Els payasos (sic) llibret de sarsuela en col·laboració amb Vicent Fe Castell, música de José García Sola i Eduard Genís (1899)
- Muñecos de porcelana
- La corte de Transmania
- Terra d'horta, amb il·lustracions musicals d'Eduard López-Chávarri, estrenada el 30 de maig de 1907
- La dama roja
- Luz en la fábrica
- El cuento del dragón
- La diplomacia
- Farsa Real
- La escuela de las Cortesanas
- La parte del león
- La cómica
- El tinglado de la farsa
- La hebrea
- El pregón
- Voluntarios a Melilla
- Las fieras
- La copla de la Dolores
- El drama del Calvario, amb il·lustracions musicals d'Enrique Estela